# Gamil Osman
Gamil Osman (in arabo جميل عثمان‎?; fl. XX secolo) è stato un calciatore egiziano, di ruolo centrocampista.

## Carriera

### Nazionale
Con la nazionale egiziana partecipò sia ai Giochi olimpici di Anversa, che a quelli di Parigi.